# 松月寺
松月寺（しょうげつじ）は、愛知県豊田市大坂町にある寺院。山号を大栄山（だいえいざん）と称する。曹洞宗の寺院であり、本尊は釈迦如来、開基は草創実参全秀大和尚。

## 歴史
大正15年(1926年)に西加茂郡教育会が発行した西加茂郡誌には、正平4年(1349年)創立、月日不明とあるが、歴代住職記録には、草創実参全秀大和尚、天正2年(1574年)9月28日寂となっている。この間の記録などは無いが、曹洞宗の寺院となる以前に、草創実参全秀大和尚・二世竹巌繁公記室禅師・三世江月存寿和尚・四世久室存昌座元禅師・五世三到洲公首座・六世明鑑呑了首座・七世法岩智門和尚・八世蘭桂智芳和尚・九世峯山智旭首座・十世泰悟和尚・昭峯泰旭和尚・石隨和尚・春芳上座の住持があったことは回向本・位牌・石塔などにより残る。
法地開山 大我泰如大和尚は、広済寺の19世であったが、請かれて文政9年(1826年)当山開山となり、天保2年(1831)に寂している。
曹洞宗の寺院となる為に、本山へ文政8年(1825年)9月24日付の記録が残る「本願之節口書之事　差上申一礼之事」古文書がある。
大我泰如大和尚の位牌裏面から、曹洞宗寺院としての開山は大我泰如大和尚で、開基は法弟（弟弟子）の泰悟和尚であることが分かっている。
泰悟和尚時代のものと思われる、松月寺古文書「御本山書上控」では、「本尊聖観音」とあるが、現在は全高1.25m、坐高0.52mの木造金箔舟形光背 釈迦如来である。
棟札によると、鐘楼堂は明治14年(1881年)4月に建立された。当時の梵鐘は戦時中に供出され、現在の梵鐘は昭和22年(1947)12月、九世鉄乗の代に新調された。
現在は、秋になると、広大な境内に整備された参道に数多く植樹された四季桜と、紅葉を楽しむ参詣者で大変賑わう。

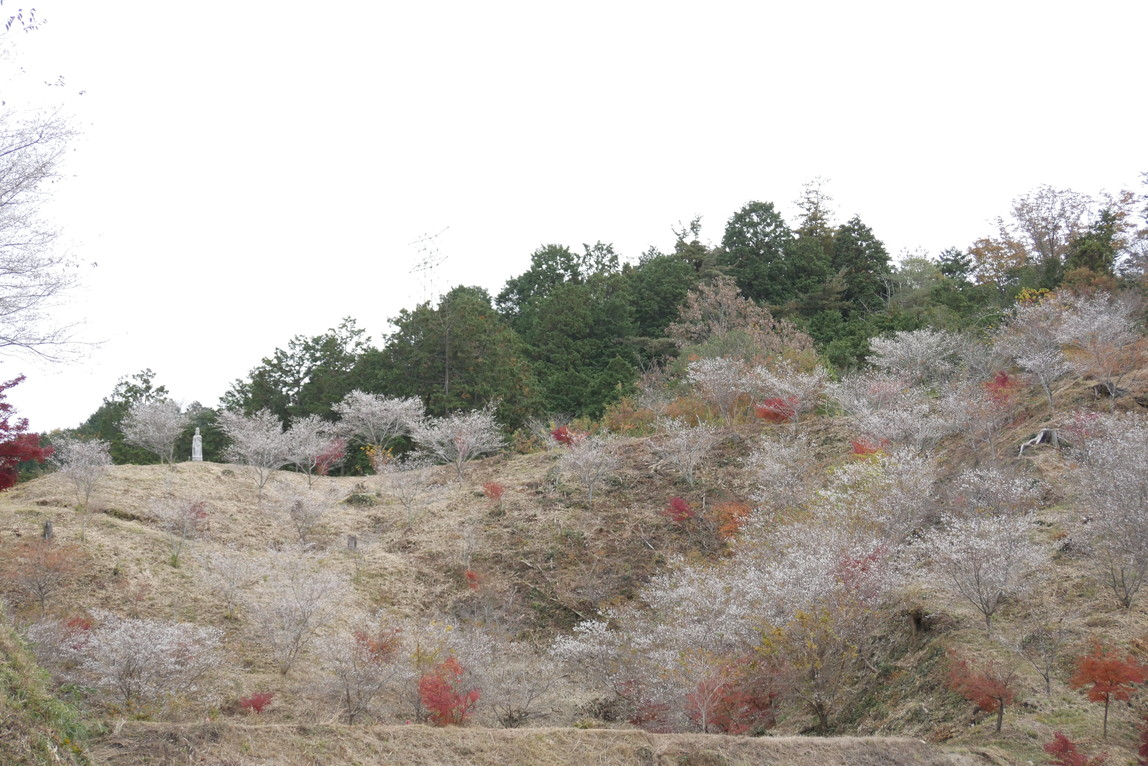
四季桜と紅葉
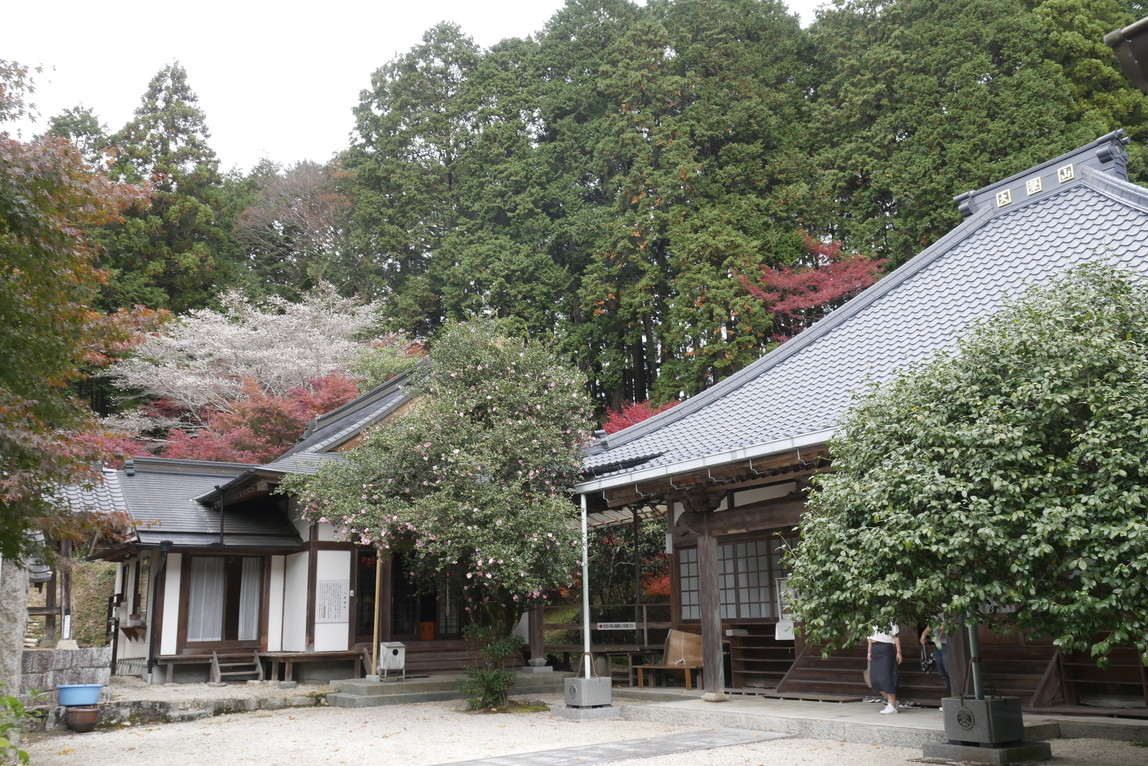
本堂と紅葉
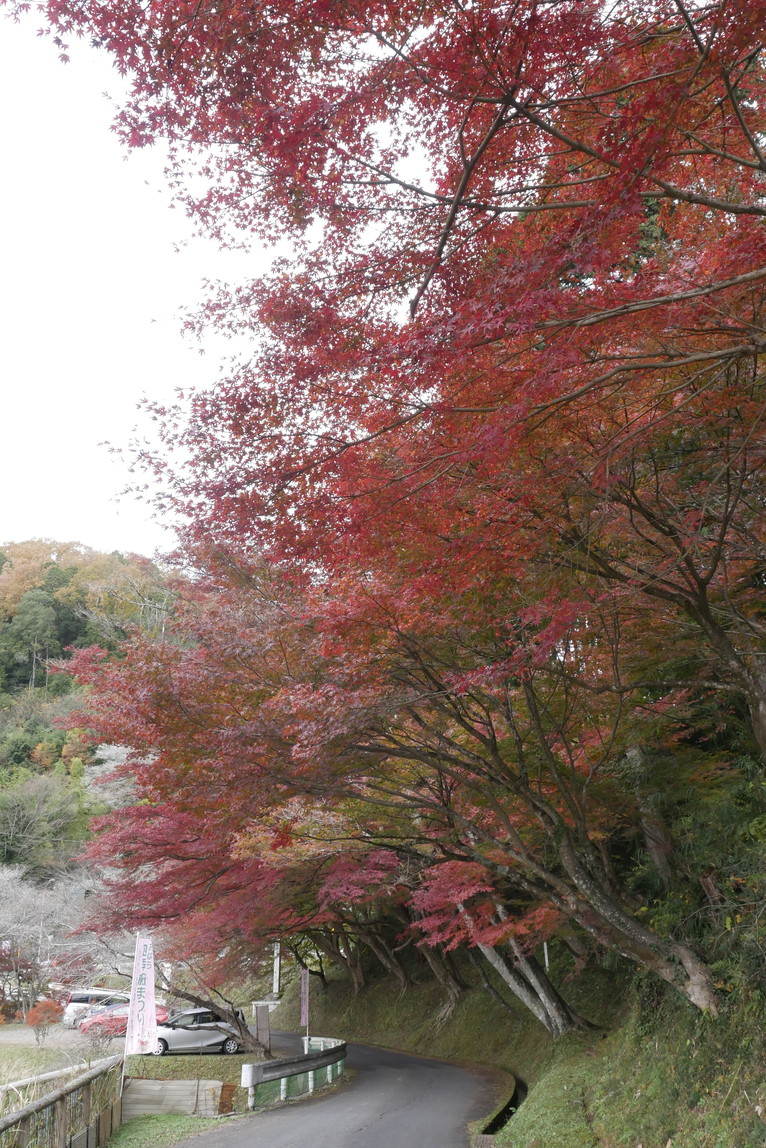
駐車場入り口と紅葉
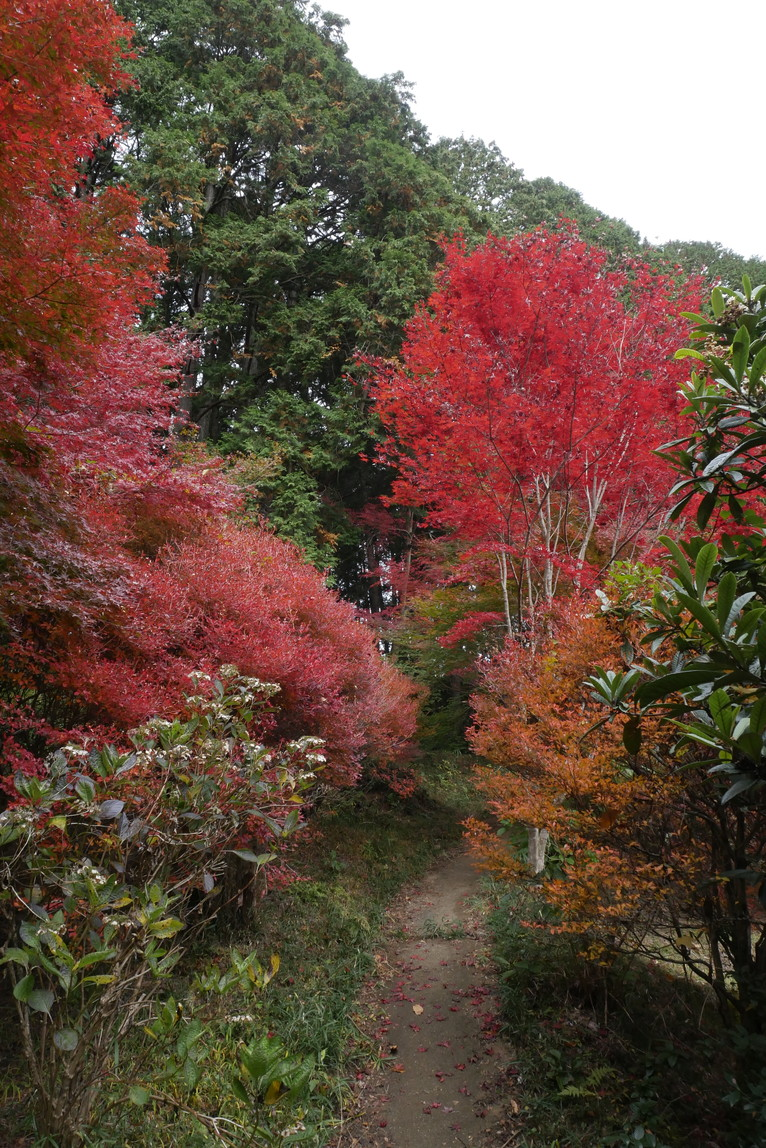
奥之院への入口と紅葉

## アクセス
- 東海環状自動車道豊田藤岡ICより約17分
- 中央自動車道瑞浪ICより約33分